# Win Naing Tun
Win Naing Tun (en birmano: ဝင်းနိုင်ထွန်း; Mandalay, Birmania; 3 de mayo de 2000) es un futbolista de Birmania que juega en la posición de delantero con el Chiangrai United de la Liga de Tailandia desde el año 2024.

## Carrera

### Club
| Periodo   | Club             |
| --------- | ---------------- |
| 2017–2019 | Yadanarbon FC    |
| 2020      | Ayeyawady United |
| 2021–2023 | Yangon United    |
| 2023–2024 | Borneo FC        |
| 2024–     | Chiangrai United |

### Selección nacional
Ha estado en el proceso de selecciones nacionales de Birmania desde la categoría sub-20, ganando la medalla de bronce en los Juegos del Sudeste Asiático de 2021. Debutó con Birmania el 28 de mayo de 2021 en la derrota por 0-10 ante Japón en Chiba, Japón por la clasificación de AFC para la Copa Mundial de Fútbol de 2022. Win fue convocado para el Campeonato de la AFF 2020 en diciembre que al final no se jugó.
El 14 de junio de 2022 Win anotó su primer gol internacional en la derrota por 2–6 ante Singapur en Bishkek por la Clasificación para la Copa Asiática 2023. Win fue convocado para jugar en el Campeonato de la AFF 2022 donde falló un penal ante Malasia.
Participó en el Campeonato de la ASEAN 2024 donde anotó dos goles en la victoria por 3-2 sobre Laos en Yangon, los cuales fueron los únicos goles que anotó en el torneo.

## Logros

### Club
- Temporada Regular de la Liga 1: 2023–24

### Individual
- Mejor jugador de la International Thanh Niên Newspaper Cup: 2018
- Goleador del AFF U-19 Youth Championship: 2018 (7 goles)
- Goleador en los Southeast Asian Games: 2021